# Terminalia mantaly
Espèce
Terminalia mantaly, le Badamier à petites feuilles ou Badamier de Madagascar, est une espèce de plantes à fleurs de la famille des Combretaceae. C'est un arbre originaire de Madagascar. Il pousse en milieu tropical à saison sèche.

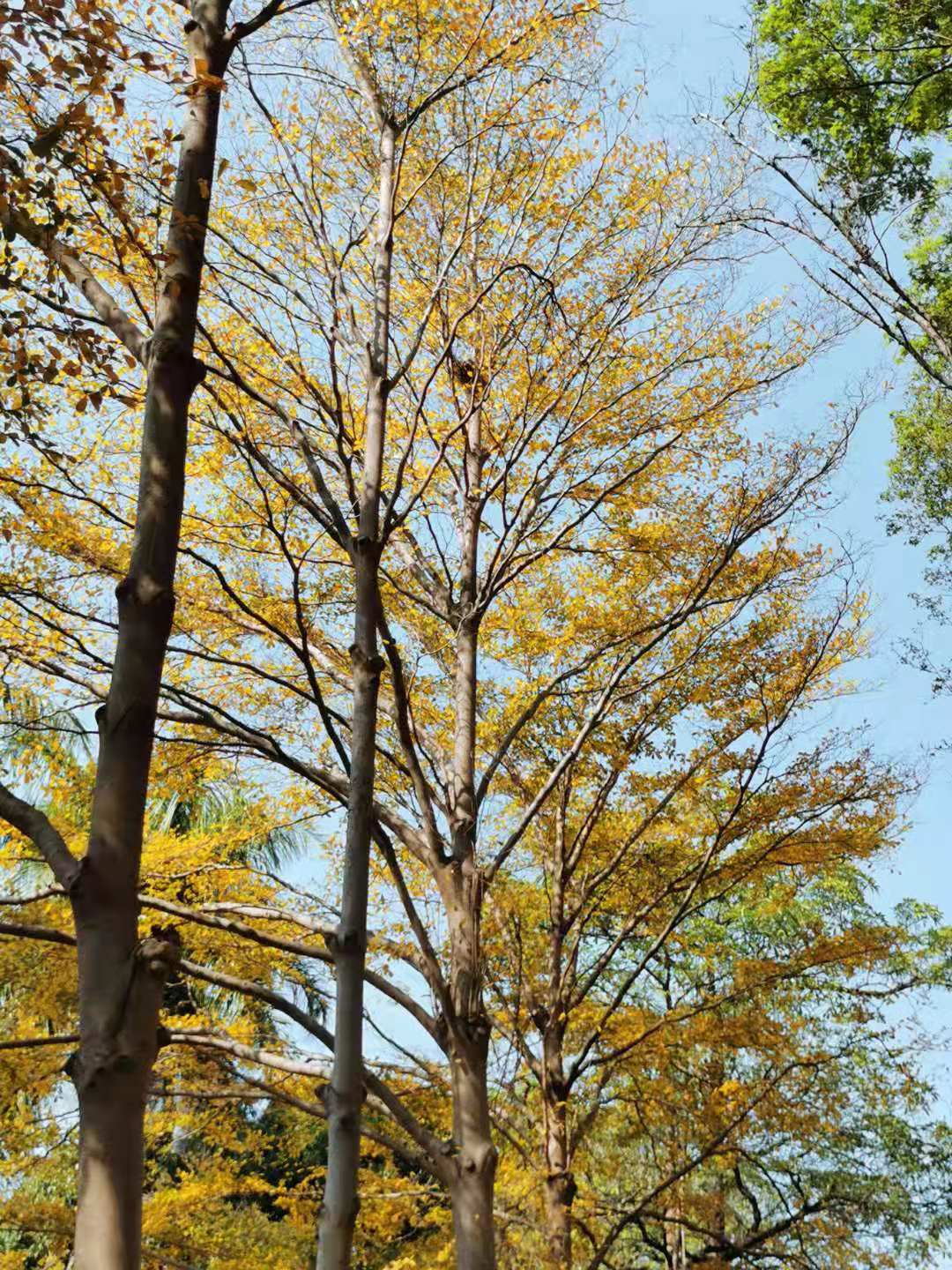
Photo prise en hiver.
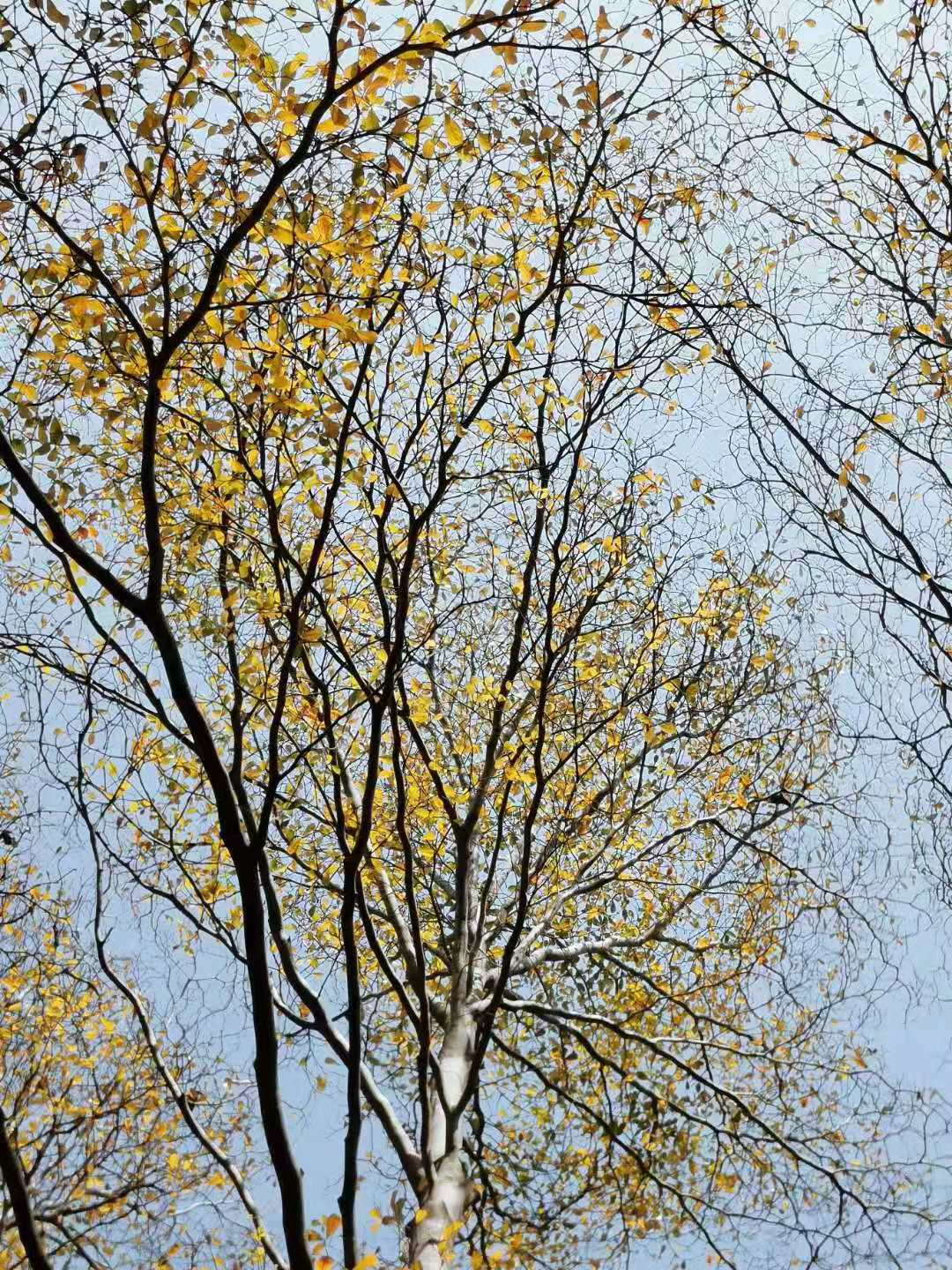
Photo prise en hiver.
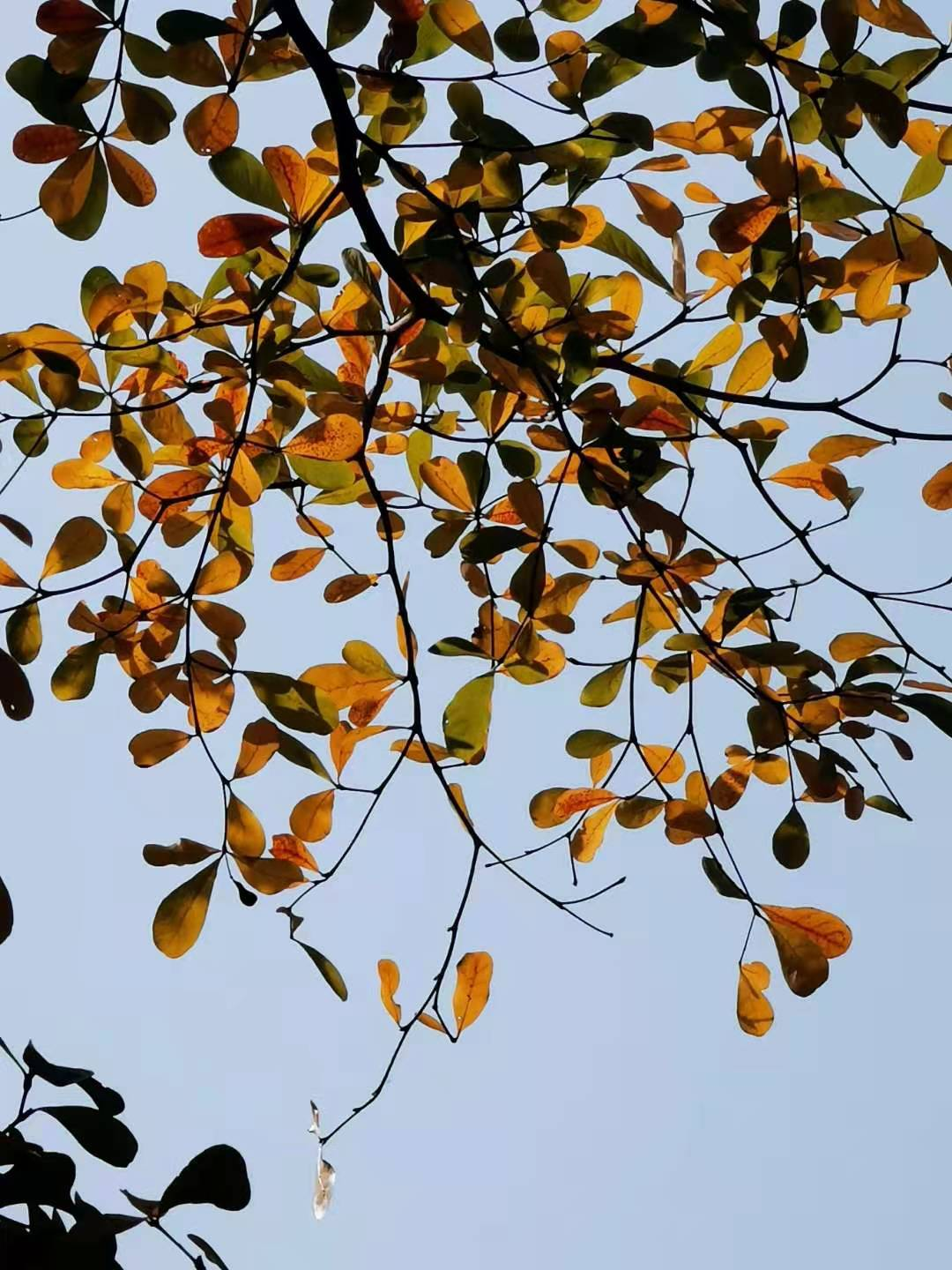
Photo prise en hiver.
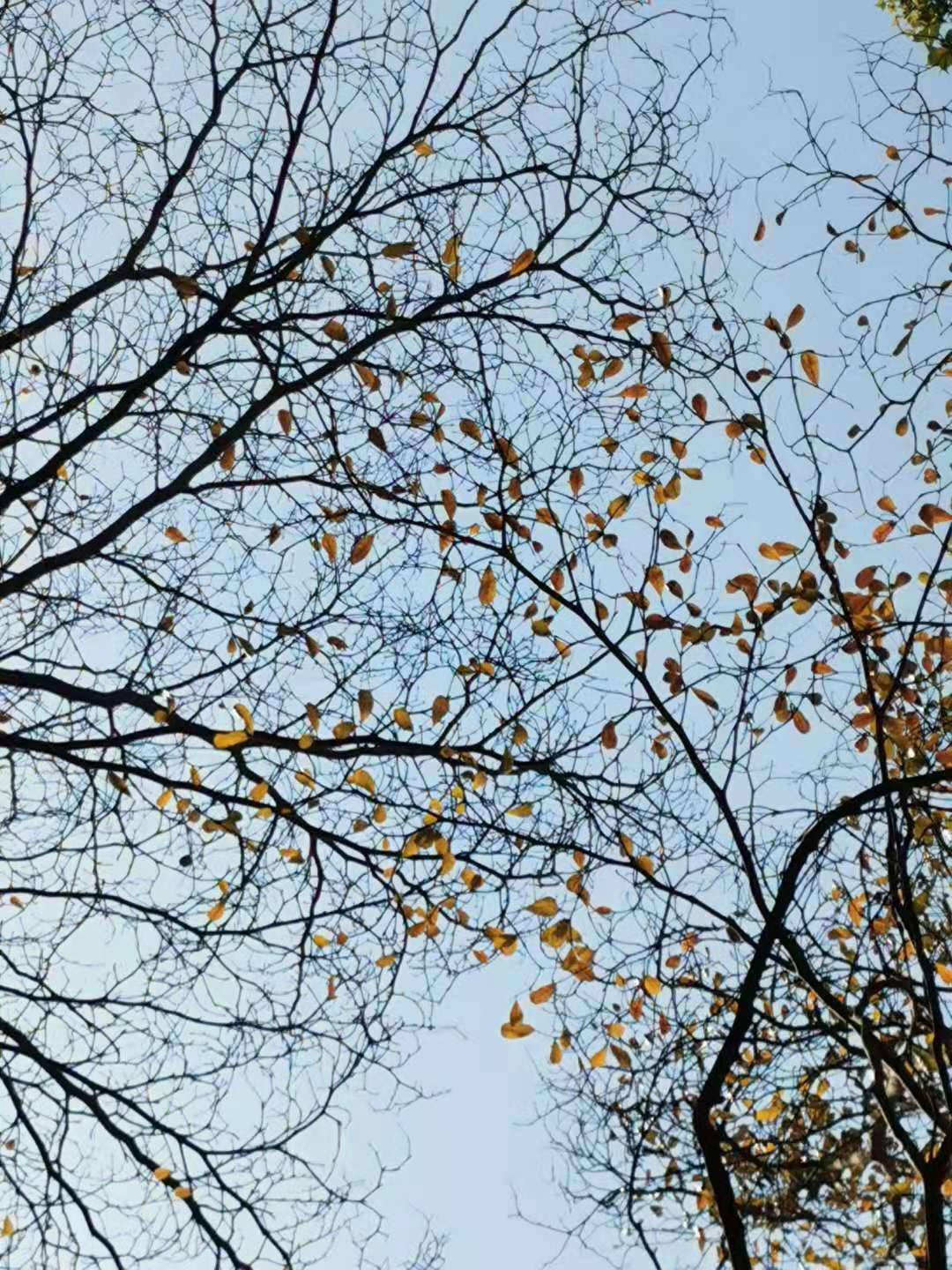
Photo prise en hiver.